# الاتحاد السوداني لكرة القدم
الاتحاد السوداني لكرة القدم هو الاتحاد المسئول عن إدارة نشاط كرة القدم في السودان. تأسس في عام 1936م وانضم إلى الإتحاد الدولي لكرة القدم في 1948م وإنضم إلى الاتحاد الأفريقي لكرة القدم في 1957م.

## نبذة تاريخية
السودان هو أحد الدول المؤسسة للاتحاد الأفريقي لكرة القدم عندما بادر السوداني الدكتور عبد الحليم محمد بدعوة المسؤولين عن رياضة كرة القدم في كل من إثيوبيا ومصر إلى ضرورة إنشاء هذا الجسم التنظيمي للأنشطة المتعلقة بهذه الرياضة، وبالفعل كانت هذه هي انطلاقة الاتحاد الأفريقي لكرة القدم حتى وصل إلى ما وصل إليه اليوم.
شارك السودان في جميع البطولات التي أُقيمت منذ انطلاقة الاتحاد وفاز بالطولة عام 70 وكانت آخر مشاركة في 78 ثم غاب لفترة طويلة عن النهائيات حتى عاد في 2008م
أول رئيس لاتحاد كرة القدم السوداني هو الدكتور عبد الحليم محمد وبعده ترأّس الاتحاد مجموعة من رجال الأعمال ورجال الدولة والأمن وآخر ثلاثة رؤساء للاتحاد هم المهندس عمر البكري أبو حراز واستمر لدورة واحدة مدتها ثلاث سنوات وبعده جاء الدكتور كمال حامد شداد الشخصية الأكثر جدلا في الاتحاد السوداني لكرة القدم واستمر لثلاث دورات متتالية مدة الدورة الواحدة ثلاث سنوات ومن ثم جاء الدكتور معتصم جعفر سر الختم وهو رئيس الاتحاد الآن وأصبح رئيساً للإتحاد لدورتين ثم عاد د. كمال شداد مجدداً ليرأس الاتحاد السوداني في العام 2017م وفي إنتخابات 2021م عاد معتصم جعفر رئيساً للإتحاد لدورة مدتها أربع سنوات بفارق ثلاثة أصوات عن د. كمال شداد في الجمعية العمومية للإتحاد السوداني لكرة القدم.

## وصلات خارجية
- الموقع الرسمي